# 十八相送
《十八相送》是越剧《梁祝》中的一个经典唱段，讲述了梁山伯送祝英台下山回家的一段情节，“十八相送”一词遂成为情侣送别的代称。
戏中，祝英台奉父命返家，梁山伯为她送行，两人一路行了十八里。一路上，英台借物表意多达九次，或暗示，或明喻，试图让心上人开窍。喻示对象则是五花八门，人类有樵夫，植物有牡丹、芍药，动物有鸳鸯、白鹅和老牛；神仙有牛郎织女，还有观音堂、井底影……但她每次都失败了，可谓屡战屡败，屡败屡战。可梁山伯非但不开窍，还闹了点小脾气，英台只得善言抚慰，思量重新来过。

## 引用
1. ↑  . 戏曲文化网.   [2022-07-10]. （原始内容存档于2021-01-20）.
2. ↑  . 中華民國教育部重編國語辭典修訂本. 國家教育研究院.   [2022-07-10]. （原始内容存档于2022-07-10）.
3. ↑  . 梅拉诺文化演艺集团.   [2022-07-10]. （原始内容存档于2022-07-10）.
4. ↑  胡晓军. . 新民晚报.   [2022-07-10]. （原始内容存档于2022-07-10）.